# 山田上口站

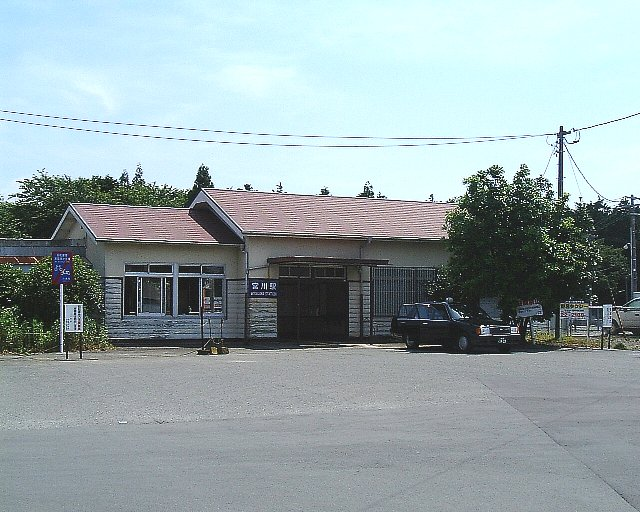
2002年6月10日的車站大樓

山田上口站（日语：／ Yamada-kamiguchi eki */?）是位於三重縣伊勢市常磐一丁目，東海旅客鐵道（JR東海）的參宮線車站。
在快速「三重」所有列車中，除了以伊勢市站作為起終點站的列車（下行4班，上行1班）外，其他列車均通過此站。

## 歷史
- 1897年（明治30年）11月11日 - 參宮鐵道宮川至山田（現時：伊勢市）之間開通，筋向橋站（日语：／）啟用[2]。
- 1907年（明治40年）10月1日 - 參宮鐵道國有化（日语：鉄道国有法）[2]。
- 1909年（明治42年）10月12日 - 制定路線名稱，此站成為參宮線的車站[2]。
- 1916年（大正5年）11月 - 宇治山田市市長向鐵道院總裁提出把車站改名及廢止通過列車[3][4]。
- 1917年（大正6年）10月10日 - 車站改名為山田上口站[2]。
- 1930年（昭和5年）12月 - 新車站大樓竣工。
- 1983年（昭和58年）12月21日 - 成為無人車站[5]。跨線橋落成[6]。
- 1987年（昭和62年）4月1日 - 伴隨國鐵分割民營化，車站由東海旅客鐵道（JR東海）營運[2]。
- 2017年（平成29年）7月31日 - 在當日尾班車起，2號月台（鳥羽方向）停止使用，翌日首班列車開始，所有列車均使用1號月台。跨線橋廢止。
- 2018年（平成30年）11月28日 - 當日起，舊車站大樓關閉。新車站大樓於2019年3月竣工。

### 更改站名等請願事件
在1916年（大正5年）11月，宇治山田市市長向鐵道院總裁宛提出（意譯：參宮線筋向橋站之更改車站名稱和廢止通過列車之請願）。當中的請求包括以下數點：
- 車站名稱中的筋向橋距離車站數百米處並且只是一座小橋（實際距離車站南邊約400米處），使令旅客等做成混亂。
- 車站（日文）名稱難讀。
- 車站周邊的產業進行發展和設有觀光地，但是由於通過列車較多，因此造成不便。
- 車站名稱希望改為「宮川」或「山田上口」，並安排所有列車均停靠此站。

## 車站構造

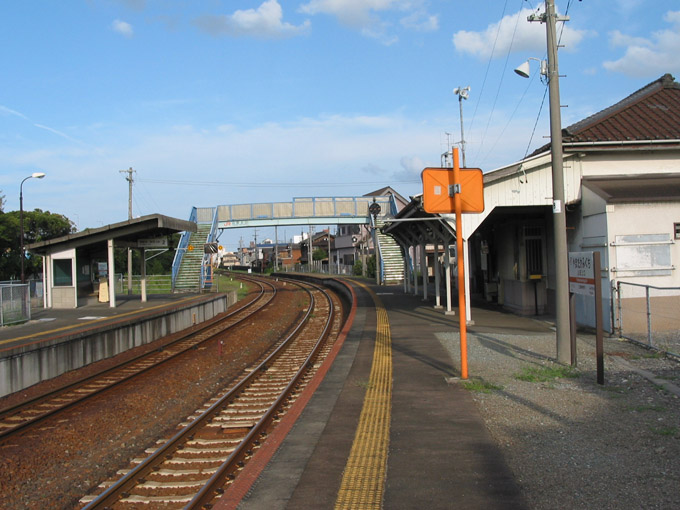
交會設備撤走前的月台樣子（望向伊勢市站方向）

車站是一座地面車站，設有1面1線的單式月台。月台位於路軌南邊。
此站是由伊勢市站管理的無人車站。在2018年前，此站設有車站大樓，該大樓是一座木和砂漿建成的建築物。大樓內部設有2台自動售票機。另外，在車站無人化後一段時期，Kiosk曾經營業一段時期。在伊勢神宮奉納全國煙花大會舉行當天，此站會安排臨時車站職員當值。在2019年，新車站大樓落成，大樓變得簡約，撒走了自動售票機。大樓內只有數張長椅作為候車室之用。此外，同時把跨線橋撤走。而現時的車站大樓可在Google街景服務2019年11月的相片中於遠處確認。
在2017年7月31日前，此站設有2面2線的相對式月台。在2017年7月31日前，南邊月台為1號月台，北邊月台為2號月台，分別為龜山方向和鳥羽方向的月台。兩月台之間設有跨線橋連接。

## 利用狀況
根據「三重縣統計書」，以下為1日平均乘車人次列表：
| 年度   | 1日平均 乘車人次 |
| ------ | ---------------- |
| 1998年 | 106              |
| 1999年 | 94               |
| 2000年 | 93               |
| 2001年 | 84               |
| 2002年 | 83               |
| 2003年 | 82               |
| 2004年 | 78               |
| 2005年 | 89               |
| 2006年 | 103              |
| 2007年 | 93               |
| 2008年 | 90               |
| 2009年 | 86               |
| 2010年 | 97               |
| 2011年 | 96               |
| 2012年 | 93               |
| 2013年 | 114              |
| 2014年 | 103              |
| 2015年 | 103              |
| 2016年 | 97               |
| 2017年 | 96               |
| 2018年 | 109              |
| 2019年 | 120              |

## 車站周邊

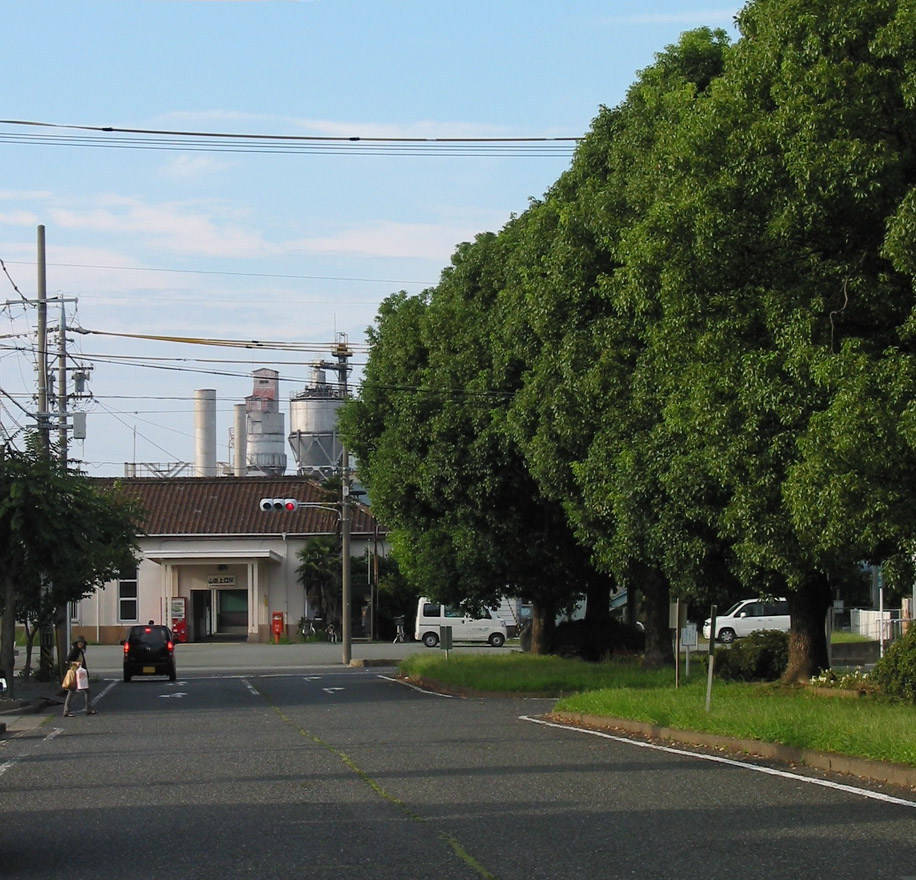
站前通（分隔道路處種植了樟樹）

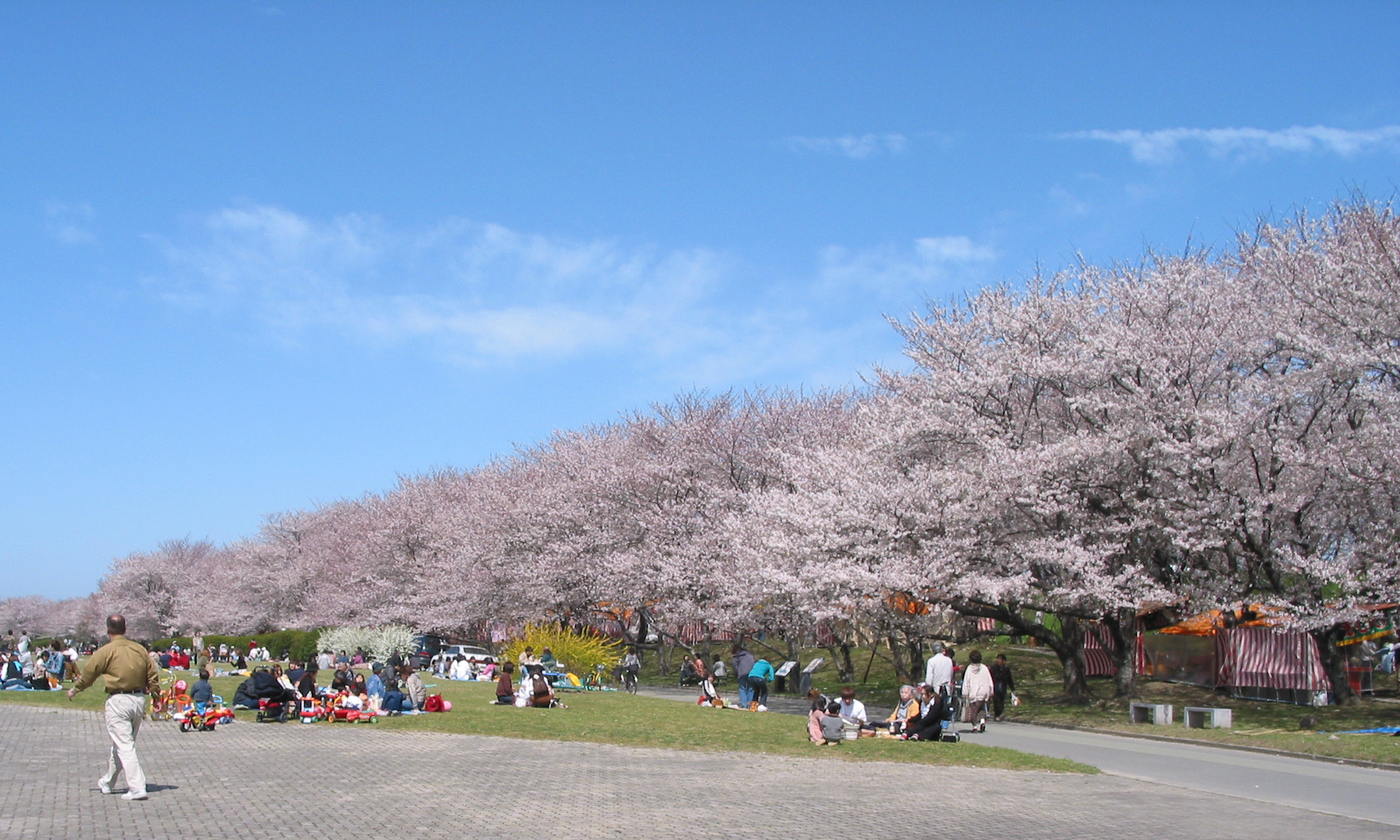
宮川堤之櫻花

車站後方（北邊）設有橫濱橡膠的三重工場。車站正面（南邊）為伊勢市市區。於車站迴旋路種植了一些樟樹。
- 伊勢市消防署（日语：伊勢市消防本部）西分署
- 伊勢慶友醫院（日语：伊勢慶友病院）
- 三重縣立宇治山田高等學校（日语：三重県立宇治山田高等学校）
- 伊勢市立中島小學（日语：伊勢市立中島小学校）
- 伊勢市立早修小學（日语：伊勢市立早修小学校）
- 三十三銀行（日语：三十三銀行）辻久留分店
- 百五銀行（日语：百五銀行）筋向橋分店
- 伊勢筋向橋郵局
- 御薗郵局
- 近鐵山田線宮町站
- 宮川堤 - 日本櫻名所100選之一。
- 宮川橋 - 拍攝參宮線列車地點之一[2]。
- 宇須乃野神社、縣神社（日语：宇須乃野神社）
- 草奈伎神社、大間國生神社（日语：草奈伎神社）
- 清野井庭神社（日语：清野井庭神社）
- 上社、志等美神社、大河內神社、打懸神社（日语：志等美神社）
- 筋向橋 - 當初車站以該處而命名的橋樑。該處為伊勢街道（參宮街道）和伊勢本街道匯合處。橋粱已經不存在，只遺留了橋的柵欄。

## 巴士路線
- 三重交通、三交伊勢志摩交通（日语：三交伊勢志摩交通）
  - 80系統 宇治山田站前
  - 25系統 注連指 / 注連指（經度會町公所前）
  - 25系統 上田口
  - 25系統 田間（經度會町公所前）
  - 13、23、25、26系統 伊勢市站前
  - 25、26系統 山商（日语：三重県立宇治山田商業高等学校）前（經伊勢市站前）
  - 26系統 中村（經度會町公所前）
  - 80系統 五所（日语：五ヶ所浦）
  - 80系統 神津佐
  - 13系統 有瀧
  - 13系統 AEON伊勢店（日语：伊勢ショッピングセンター）（經伊勢學園（日语：伊勢学園高等学校）前 / 伊勢Topia（日语：伊勢市生涯学習センター））
  - 23系統 玉城町公所

## 相鄰車站
東海旅客鐵道（JR東海）
參宮線
部分快速「三重」停車站
宮川－山田上口－伊勢市

## 注腳
1. 1 2 3  . 伊勢志摩観光ナビ. 伊勢志摩観光コンベンション機構.   [2016-08-27]. （原始内容存档于2016年8月27日） （日语）.
2. 1 2 3 4 5 6 7  曾根悟（監修）. 朝日新聞出版分冊百科編集部（編集） , 编. . 週刊朝日百科. 25号 紀勢本線・参宮線・名松線. 朝日新聞出版. 2010-01-10: 24-25 （日语）.
3. 1 2  《宇治山田市史 上巻》（昭和4年1月20日發行，編纂兼發行商：宇治山田市政廳）665-667頁
4. 1 2  . 三重県綜合博物館.   [2016-08-27]. （原始内容存档于2016年8月27日） （日语）.
5. ↑  「「CTC化」完成 紀勢本線と参宮線」伊勢新聞 1983年12月20日付 1面
6. ↑  在橋的銘牌中記載該日期。另外，建設日期也被記載指出於同年9月13日開始。
7. ↑  三重県統計書 （页面存档备份，存于） - 三重県